# Laetitia Moma Bassoko

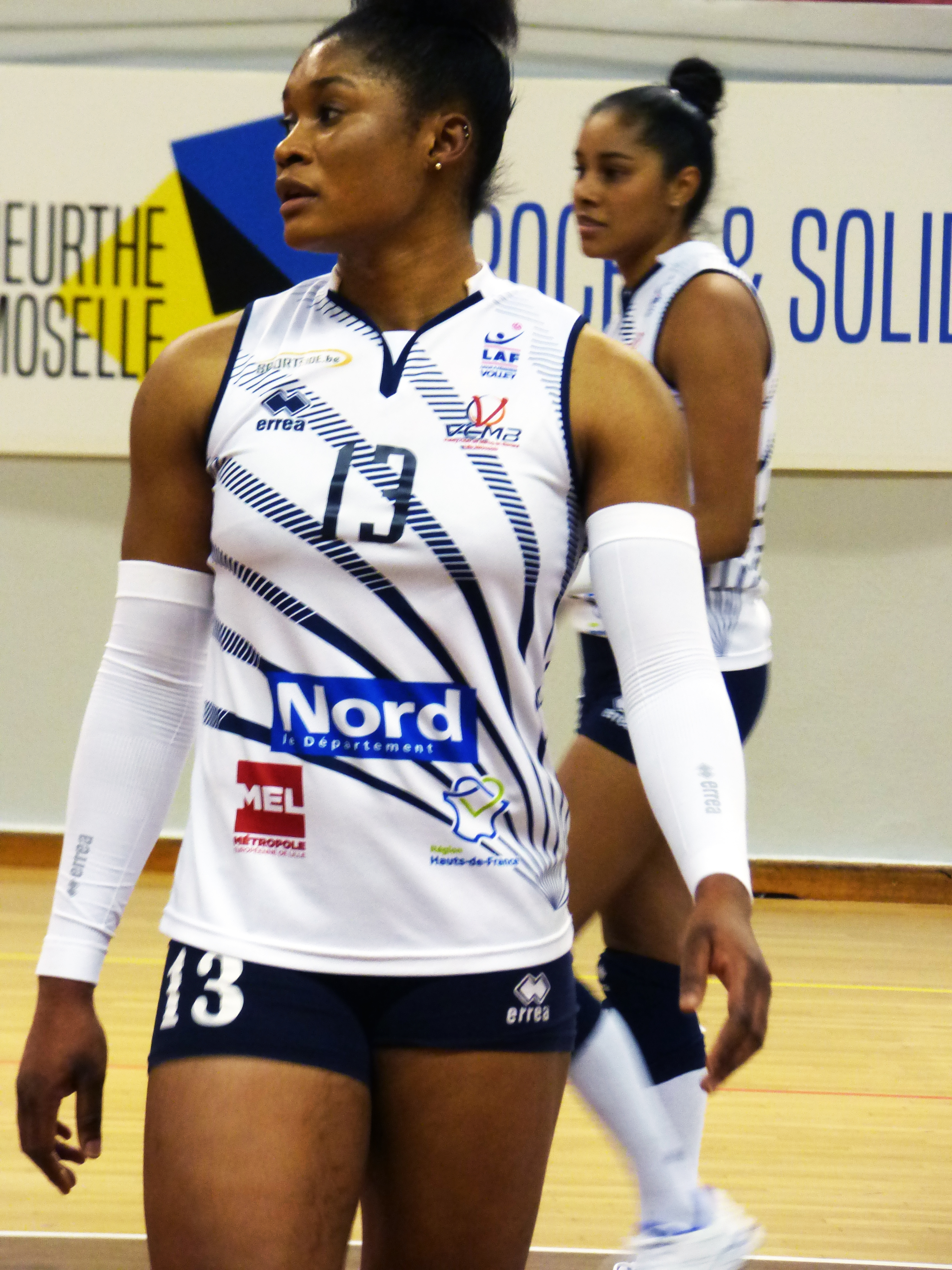

Laetitia Moma Bassoko (9 de outubro de 1993) é uma voleibolista camaronesa.

## Carreira
Laetitia Moma Bassoko em 2016, representou a Seleção Camaronesa de Voleibol Feminino nos Jogos Olímpicos de Verão no Rio de Janeiro, que foi 12º colocada.

## Premiações individuais
- Melhor Sacadora do Campeonato Africano de 2021